# Gorenja Brezovica (gmina Brezovica)
Gorenja Brezovica – wieś w Słowenii, w gminie Brezovica. W 2018 roku liczyła 51 mieszkańców.